# Festivalul Internațional de Film de la Moscova
Festivalul Internațional de Film de la Moscova (în rusă Московский международный кинофестиваль, transliterat: Moskovskii mejdunarodnîi kinofestival) este un festival de film care a avut loc la Moscova prima oară în 1935 și care a început să fie organizat regulat din anul 1959.
De la începuturile sale și până în 1995 a avut loc din doi în doi ani în luna iulie, alternând cu Festivalul Internațional de Film de la Karlovy Vary  din Cehia (Cehoslovacia). Festivalul a început să fie organizat anual din 1995.

## Câștigători

### Marele Premiu (1959–1967)
- 1959 – Soarta unui om (Uniunea Sovietică, regizat de Serghei Bondarciuk)[2]
- 1961 – Insula (Japonia, regizat de Kaneto Shindō) și Cer senin (Uniunea Sovietică, regizat de Grigori Ciuhrai)
- 1963 – 8½ (Italia-Franța, regizat de Federico Fellini)
- 1965 – Război și pace (Uniunea Sovietică, regizat de Serghei Bondarciuk) și În iad, douăzeci de ore (Ungaria, regizat de Zoltán Fábri)
- 1967 – Ziaristul (Uniunea Sovietică, regizat de Serghei Gherasimov) și Tata (Ungaria, regizat de István Szabó)

### Golden Prize (1969–1987)
- 1969 – Lucía (Cuba, regizat de Humberto Solás)

Serafino (Italia-Franța, regizat de Pietro Germi)
We'll Live Till Monday (Uniunea Sovietică, regizat de Stanislav Rostotsky)
- 1971 – Mărturisirile unui comisar de poliție făcute procurorului republicii (Italia, regizat de Damiano Damiani)

Live Today, Die Tomorrow! (Japonia, regizat de Kaneto Shindō)
Pasărea albă cu o pată neagră (Uniunea Sovietică, regizat de Iuri Illienko)
- 1973 – That Sweet Word: Liberty! (Uniunea Sovietică, regizat de Vytautas Žalakevičius)

Affection (Bulgaria, regizat de Ludmil Staikov)
- 1975 – Pământul făgăduinței (Polonia, regizat de Andrzej Wajda)

Vânătorul din taiga (Uniunea Sovietică-Japonia, regizat de Akira Kurosawa)
Cât de mult ne-am iubit (Italia, regizat de Ettore Scola)
- 1977 – A cincea pecete (Ungaria, regia Zoltán Fábri)

Puntea (El puente, Spania, regizat de Juan Antonio Bardem)
Șoimul (Mimino) (Uniunea Sovietică, regizat de Gheorghi Danelia)
- 1979 – Eboli (Italia-Franța, regia Francesco Rosi)

Siete días de enero (Spania-Franța, regia Juan Antonio Bardem)
Camera Buff (Poland, regizat de Krzysztof Kieślowski)
- 1981 – O Homem que Virou Suco (Brazila, regizat de João Batista de Andrade)

The Abandoned Field: Free Fire Zone (Vietnam, regizat de Nguyen Hong Shen)
Teheran 43 (Uniunea Sovietică-Franța-Elveția, regizat de Aleksandr Alov, Vladimir Naumov)
- 1983 – Amok (Maroc-Guinea-Senegal, regizat de Souheil Ben-Barka)

Alsino and the Condor (Nicaragua-Cuba-Mexic-Costa Rica, regizat de Miguel Littín)
Vassa (Uniunea Sovietică, regizat de Gleb Panfilov)
- 1985 – Come and See (Uniunea Sovietică, regizat de Elem Klimov)

Povestea unui soldat (USA, regizat de Norman Jewison)
The Descent of the Nine (Grecia, regizat de Christos Shopakhas)
- 1987 – Intervista (Italia, regizat de Federico Fellini)

### Golden St. George (1989–2003)
- 1989 – The Icicle Thief (Italia, regizat de Maurizio Nichetti)
- 1991 – Spotted Dog Running at the Edge of the Sea (Uniunea Sovietică-Germania, regizat de Karen Gevorkian)
- 1993 – Me Ivan, You Abraham (Franța-Belarus, regizat de Yolande Zauberman)
- 1995 – neacordat
- 1997 – Marvin's Room (Statele Unite, regizat de Jerry Zaks)
- 1999 – Will to Live (Japonia, regizat de Kaneto Shindō)
- 2000 – Life as a Fatal Sexually Transmitted Disease (Polonia-Franța, regizat de Krzysztof Zanussi)
- 2001 – The Believer (Statele Unite, regizat de Henry Bean)
- 2002 – Resurrection (Italia-Franța, regizat de Paolo și Vittorio Taviani)
- 2003 – The End of a Mystery (Italia / Spania, regizat de Miguel Hermoso)

### Golden George (2004–)
- 2004 – Our Own (regizor Dmitry Meskhiev, Rusia)
- 2005 – Dreaming of Space (regizor Alexei Uchitel, Rusia)
- 2006 – About Sara (regizor Othman Karim, Suedia)
- 2007 – Travelling with Pets (regizor Vera Storozheva, Rusia)
- 2008 – As Simple as That (regizor Reza Mirkarimi, Iran)
- 2009 – Pete on the Way to Heaven (regizor Nikolay Dostal, Rusia)
- 2010 – Hermano (regizor Marcel Rasquin, Venezuela)
- 2011 – Las olas (regizor Alberto Morais, Spania)
- 2012 – Junkhearts (regizor Tinge Krishnan, Regatul Unit)
- 2013 – Particle (regizor Erdem Tepegöz, Turcia)
- 2014 – My Man (regizor Kazuyoshi Kumakiri, Japonia)
- 2015 - Losers (regizor Ivaylo Hristov, Bulgaria)
- 2016 - Daughter (regizor Reza Mirkarimi, Iran)
- 2017 - Yuan shang (regizor Liang Qiao, China)
- 2018 - The Lord Eagle (regizor Eduard Novikov, Rusia)

## Legături externe
- Site-ul oficial